# Mordet på Sargonia Dankha
Mordet på Sargonia Dankha var ett mord som ägde rum 1995 i Linköping. Dankhas kropp har inte återfunnits, men i december 2024, nästan 30 år efter mordet, dömdes Salvatore Aldobrandi av en italiensk domstol till livstids fängelse för mord.

## Historik
Dankha, som strax skulle fylla 21 år, försvann den 13 november 1995. Hon hade tidigare haft en relation med den då 45-årige Aldobrandi som enligt vittnesuppgifter var kontrollerande och svartsjuk och hade uttalat att han skulle döda Dankha om hon träffade någon ny. Kort tid innan försvinnandet hade Dankha träffat en ny pojkvän som hann uppleva hur Aldobrandi vid ett tillfälle kom till Dankhas lägenhet och hotade med en pistol.
Efter Dankhas försvinnande greps och häktades Aldobrandi misstänkt för mord efter att bland annat blodspår från Dankha påträffats i hans lägenhet samt i en bil han lånade natten hon försvann. Dessutom hade en bekant till Aldobrandi vittnat om att Aldobrandi erkänt mordet. Beroende på framförallt att någon kropp aldrig hittats var det dock inte möjligt att hitta bevisning tillräcklig för att åtala Aldobrandi för mord, och han släpptes i januari 1996. Efter att han släppts lämnade han Sverige och återvände till sitt hemland Italien. Han var ursprungligen från San Sosti i Kalabrien i södra Italien men var efter sin återkomst 1996 under många år bosatt i Sanremo i provinsen Imperia.
Dankhas familj tog fallet till Italien dit den misstänkte Aldobrandi hade flyttat. Eftersom han aldrig åtalats för Sargonias försvinnande i Sverige fanns juridisk möjlighet för italienskt rättsväsende att åtala honom för mordet. Han arresterades där den 17 juni 2023 på order av provinsen Imperias utredande domare och i oktober 2023 inleddes rättegången i domstolen Tribunale Imperia i norra Italien. Efter en rättegång som varade i över ett år dömdes han den 15 december 2024 till livstids fängelse för mord.
Fallet har väckt stor uppmärksamhet i Italien, där det är väldigt ovanligt att livstids fängelse döms ut. Det är också första gången en italiensk medborgare döms för ett mord begånget utomlands.

### I media
Mordfallet togs upp i Veckans brott den 13 december 2016.